# Szkolna gazetka
Szkolna gazetka (ang. Campus Confidential) – amerykańska komedia z 2005 roku w reżyserii Melanie Mayron.
Premiera filmu miała miejsce 21 sierpnia 2005 roku na antenie ABC Family.

## Opis fabuły
Nastoletnia Violet (Christy Carlson Romano) wyprowadza się na przedmieścia. W jej nowym liceum nauczyciele faworyzują drużynę czirliderek. Należące do niej dziewczyny z pogardą odnoszą się do innych. Violet razem z koleżanką Cornelią (Keri Lynn Pratt) zakłada gazetę, w której opisuje kompromitujące sekrety szkolnej elity.

## Obsada
- Christy Carlson Romano jako Violet Jacobs
- Keri Lynn Pratt jako Cornelia Nixon
- Brandon Baker jako Mohktar
- Teddy Dunn jako Brandon
- Nicole Paggi jako Melinda
- Drew Seeley jako Logan
- Thomas Dekker jako Brett
- Rachel Jessica Tan jako Vanessa
- William Ragsdale jako dyrektor Glavin
- Katey Sagal jako Naomi Jacobs